# Robert Gojani
Robert Gojani (sinh ngày 19 tháng 10 năm 1992) là một cầu thủ bóng đá người Thụy Điển thi đấu cho IF Elfsborg ở Allsvenskan.